# Пражский манифест (КОНР)
Пра́жский манифе́ст (Манифест КОНР) — название программного документа Комитета освобождения народов России (КОНР). Манифест был провозглашён 14 ноября 1944 года в Праге на учредительном собрании КОНР и являлся окончательным политическим оформлением «власовской» ветви развития освободительного движения народов России (ОДНР), образовавшегося в ходе Великой Отечественной войны. Идеологическую основу власовского движения составляли дореволюционные русские политические традиции, идеи революции 1917 года, причём подразумевалась как Февральская, так и Октябрьская, и некоторые элементы социализма и коммунизма несталинского толка.

## Предыстория
Первым политическим документом руководителя Русского освободительного движения генерала Андрея Андреевича Власова стало письмо, направленное 3 августа 1942 года германскому верховному командованию. К созданию этого документа, который стал известным в историографической литературе под названием «меморандум Власова — Боярского», был причастен также полковник В. И. Боярский.
В письме указывалось, что оппозиция сталинскому режиму, состоящая из попавших в плен военнослужащих Советской Армии, пытается решить вопрос: на кого ориентироваться в предстоящей борьбе, «к кому примкнуть — к Германии или к Англии и Соединённым Штатам. Главная задача — свержение правительства — указывает на Германию, поскольку Германия провозгласила целью войны борьбу против правительства и режима, существующих в настоящее время. Однако нет ясности в вопросе о будущем России. Если Германия не прояснит свою позицию в этом вопросе, то это может привести к ориентации на Соединённые Штаты и Англию». В документе содержалось предложение создать единый центр по формированию армии из русских военнопленных.
27 декабря 1942 года в Берлине был подписано «Обращение Русского Комитета к бойцам и командирам Красной Армии, ко всему русскому народу и другим народам». Обращение было подписано А. А. Власовым и В. Ф. Малышкиным. 3 марта 1943 года вышло открытое письмо Власова «Почему я стал на путь борьбы с большевизмом?», текст которого был составлен М. А. Зыковым Хотя Зыков умер до появления манифеста, его взгляды, характеризуемые как марксистские, видимо, оказали большое внимание на будущее руководство КОНР.
Наряду с Власовым, публицистической деятельностью занимались и другие коллаборационисты. Так, К. П. Воскобойник и Б. В. Каминский, создатели «Национал-социалистической партии России», 25 ноября 1941 года опубликовали манифест своей организации. Глава «Политического центра борьбы с большевизмом» И. Г. Бессонов и другие члены этой организации опубликовали более десяти периодических изданий и программную брошюру под названием «Что делать?».

## Создание и содержание
После раскрытия заговора высших офицеров вермахта против Гитлера руководство развитием власовского движения перешло от Вермахта к органам СС.
16 сентября прошла встреча Власова с рейхсфюрером СС Генрихом Гиммлером. Разговор шёл о создании официально признанного Германией антибольшевистского центра и его вооружённых сил. От Гиммлера было получено согласие. После этого пошёл процесс создания политического письма КОНР. По показаниям Г. Н. Жиленкова, одного из самых деятельных участников Русского освободительного движения, для работы над манифестом была создана специальная комиссия.
Подготовкой документа занимались Малышкин, Трухин, Закутный, Ковальчук и Зайцев. Большой рабочий вклад внёс и Н. А. Троицкий. Сам Жиленков, избранный председателем комиссии, принимал активную роль в создании манифеста. Законченный текст документа был отправлен Гиммлеру. Он желал дополнить манифест пунктами борьбы против США и Великобритании и «о борьбе против евреев». Второй пункт принимать отказались, но пункт борьбы против Союзников, после жарких споров, был принят. Провозглашение было намечено на 14 ноября, хотя первоначально его планировали провести в годовщину Октябрьской революции.
Получившийся манифест состоял из 14 пунктов. Он провозгласил главные принципы будущего устройства российской государственности и выражал цели Комитета освобождения народов России:

Своей целью Комитет освобождения народов России ставит:

 а) свержение сталинской тирании, освобождение народов России от большевистской системы и возвращение народам России прав, завоёванных ими в народной революции 1917 года;

б) прекращение войны и заключение почётного мира с Германией;

в) создание новой свободной народной государственности без большевиков и эксплуататоров
Манифест провозглашал следующие 14 принципов:
1. Равенство всех народов России и действительное их право на национальное развитие, самоопределение и государственную самостоятельность.
2. Утверждение национально-трудового строя, при котором все интересы государства подчинены задачам поднятия благосостояния и развития нации.
3. Сохранение мира и установление дружественных отношений со всеми странами и всемерное развитие международного сотрудничества.
4. Широкие государственные мероприятия по укреплению семьи и брака. Действительное равноправие женщины.
5. Ликвидация принудительного труда и обеспечение трудящимся действительного права на свободный труд, созидающий их материальное благосостояние, установление для всех видов труда оплаты в размерах, обеспечивающих культурный уровень жизни.
6. Ликвидация колхозов, безвозмездная передача земли в частную собственность крестьян. Свобода форм трудового землепользования. Свободное пользование продуктами собственного труда, отмена принудительных поставок и уничтожение долговых обязательств перед советской властью.
7. Установление неприкосновенной частной трудовой собственности. Восстановление торговли, ремесел, кустарного промысла и предоставление частной инициативе права и возможности участвовать в хозяйственной жизни страны.
8. Предоставление интеллигенции возможности свободно творить на благо своего народа.
9. Обеспечение социальной справедливости и защиты трудящихся от всякой эксплуатации, независимо от их происхождения и прошлой деятельности.
10. Введение для всех без исключения действительного права на бесплатное образование, медицинскую помощь, на отдых, на обеспечение старости.
11. Уничтожение режима террора и насилия. Ликвидация насильственных переселений и массовых ссылок. Введение действительной свободы религии, совести, слова, собраний, печати. Гарантия неприкосновенности личности, имущества и жилища. Равенство всех перед законом, независимость и гласность суда.
12. Освобождение политических узников большевизма и возвращение на родину из тюрем и лагерей всех, подвергшихся репрессиям за борьбу против большевизма. Никакой мести и преследования тем, кто прекратит борьбу за Сталина и большевизм, независимо от того, вёл ли он её по убеждению или вынужденно.
13. Восстановление разрушенного в ходе войны народного достояния — городов, сел, фабрик и заводов за счёт государства.
14. Государственное обеспечение инвалидов войны и их семей.

Обсуждалось несколько мест обнародования документа. Первым вариантом был Дабендорф, в котором находился центр подготовки офицеров для Вооружённых сил КОНР. Было предложено проведение церемонии в городе Потсдам, но немецкая сторона была против этого. В итоге, выбор пал на Прагу из-за старинного славянского замка, располагающегося в этом городе. Власов лично предложил Прагу, так как желал, чтобы мероприятие проходило на славянской земле. 12 ноября в Дабендорфе был установлен окончательный текст манифеста. В этот же день состоялась встреча главы РОВС А. Лампе и Власова. Лампе желал, чтобы Комитет выразил своё отношение к белой эмиграции в манифесте. Власов отказал, сославшись на то, что текст уже составлен и изменить его сложно, но пообещал заняться следующим воззванием, адресованным к белым.Организацию конференции в Праге взяло на себя СС.

## «Блокнот пропагандиста Освободительного Движения Народов России»
В январе 1945 года издательством Главного управления пропаганды КОНР был выпущен «Блокнот пропагандиста Освободительного Движения Народов России», созданный сотрудниками офицерской школы РОА в Дабендорфе капитаном Галкиным и Штифановым. «Блокнот» служил пособием для учащихся школы и являлся идеологическим документом, основанным на Пражском манифесте, но имевшим с ним разночтения в некоторых вопросах. Он был первым из серии выпусков, в которых обсуждались аспекты манифеста и рассматривались «общественные основы» и «перспективы формирования национально-трудового строя» и предполагался как возможное толкование манифеста и дискуссионный материал, основанный на лишь одной из точек зрения.
Во введении говорилось, что нужно не только знать против чего борется движение, но и что оно может предложить людям. Согласно блокноту, Белое движение потерпело поражение в гражданской войне, потому что не могло создать общую позитивную базу для привлечения к своим идеям широких масс. Также идёт противопоставление идей освободительного движения и идей коммунизма, которые характеризуются как «сугубо идеалистический бред». Лозунг «За народное благоденствие, национализм, единение!» должен заменить идеалы большевизма. Вместе с этим говорится, что после смерти Ленина партия стала лишь послушным оружием в руках партийного лидера Сталина, на которого возлагается вина за репрессии и положение народа в Советском Союзе, при этом сама сущность системы не подвергается критике.
В разделе «Блокнота», посвящённом экономическим вопросам, за безработицу и империалистические войны критикуется капитализм, а коммунистической системе ставится в упрек отсутствие частной инициативы и тотальное подчинение экономики государству. В качестве оптимального будущего экономического устройства показана идея народного благоденствия, которая заключается в смешанной экономике. Государству должны принадлежать военная промышленность, тяжёлая промышленность, транспорт и связь. Иные отрасли находятся в частных руках. Сельское хозяйство будет развиваться почти полностью на основе частной собственности, путём передачи земли в полное владение крестьян.
Сама идея народного благоденствия заключалась в снабжении населения достаточным количеством продовольствия. Но авторы «Блокнота» отмечают, что идея направлена и на культурное развитие общества. Сделав материальное состояние населения высоким и тем самым удовлетворив его потребности, государство не будет следовать определённой идеологии. Оно не должно ставить идеологию выше общественного блага.

## Провозглашение манифеста
Манифест был провозглашён 14 ноября 1944 года на заседании КОНР, устроенного в Испанском зале пражского замка. 50 членов КОНР поставили свои подписи под текстом манифеста. На этом мероприятии присутствовало около 600 человек. С немецкой стороны приняли участие высокопоставленные лица: один из руководителей оккупационного режима в Богемии и Моравии — Карл Герман Франк, представитель германского правительства обергруппенфюрер СС и генерал войск СС Вернер Лоренц, а также президент Протектората Богемии и Моравии Эмиль Гаха.
Также были приглашены многие влиятельные белоэмигранты: В. Бискупский — глава русских эмигрантов в Германии, А. Лампе — начальник Русского Общевоинского Союза, генерал А. Туркул, атаман П. Н. Краснов и генерал-майор А. Г. Шкуро. Прибыли представители Японии. Поздравления были получены от Гиммлера, Риббентропа и нескольких германских генералов. Поступали приветствия от Квислинга, Павелича и иных руководителей европейских государств. Вечером того же дня был устроен банкет.
18 ноября 1944 года состоялась торжественная церемония обнародования манифеста в Берлине в Европахаусе. На церемонии выступил ряд лиц, повторивших идеи, высказанные на пражском заседании. Власов в своей речи назвал большевиков партией обманщиков и демагогов, превративших страну в одну большую тюрьму, и сделал больший упор на положительное историческое значение Февральской революции, в противовес Октябрьской революции. Историк Екатерина Андреева писала, что, хотя в ряде выступлений делались сомнительные утверждения и звучала неубедительная аргументация, общим впечатлением от произнесённых на этих собраниях речей было мужественное противостояние выступающих в безнадёжной ситуации — хотя манифест выразил критическое отношение его создателей к сталинскому режиму, мало кто из них верил, что в столь запоздалый момент они могут рассчитывать на успех своей борьбы. Также Власов заявил, что «народы России прекрасно сознают, что судьба каждого из них зависит от общих усилий… Разве им есть из-за чего ссориться сейчас, когда большевизм отнял у них всё… Только общими усилиями, свято сохраняя принципы манифеста КОНР, они свергнут большевистский строй и лишь в мирном сожительстве разрешат все вопросы своего национального бытия». В конце своего выступления, он сказал: «С нами симпатии всех прогрессивных народов мира. С нами надежды и чаяния народов России. Эта воля выражена в Манифесте Комитета Освобождения Народов России».

## Последствия
Обнародование манифеста в Праге являлось официальным признанием КОНР в качестве политической силы и союзника со стороны Третьего рейха. Это повлекло за собой сильный толчок в развитии вооружённых сил Комитета. Бывший офицер ВС КОНР утверждал: «в октябре 1944 года Гитлер понял, что война проиграна… и, как погибающий цепляется за соломинку, разрешил, наконец, Освободительному Движению Народов России приступить к проведению в жизнь… числящейся только на бумаге РОА». 23 ноября 1944 г. на войсковом учебном полигоне Гутсбецирк-Мюнзинген (Вюртемберг) началось формирование 1-й пехотной дивизии ВС КОНР под командованием бывшего советского полковника С. К. Буняченко. Дивизия формировалось по подобию немецких народно-гренадерских дивизий и была отлично укомплектована и вооружена. 17 января 1945 г. была начата организация 2-й пехотной дивизии ВС КОНР. Командиром нового соединения был назначен Г. А. Зверев. Свой политический статус изменили крупные русские формирования, уже существовавшие в составе Вермахта и СС. Б. А. Штейфон, командующий Русским корпусом, на встрече с Власовым заявил, что согласен влиться в состав ВС КОНР без каких-либо условий. А вследствие создания при КОНР руководства Главного управления казачьих войск, в конце апреля 1945 г. в подчинение Власову вошёл 15-й казачий кавалерийский корпус, а вслед за ним и Казачий стан. Правда, вхождение данных воинских подразделений в состав ВС КОНР было формальным. 28 января 1945 г. А. А. Власов был утвержден Гитлером главнокомандующим войсками Комитета. 10 февраля в Мюнзингене произошла передача первых двух пехотных дивизий под командование Власова и прошёл военный парад. На флагштоке, рядом с флагом рейха, был поднят русский бело-сине-красный флаг.
Пражский манифест вызвал большой отклик среди бывших советских граждан, находившихся на территории рейха. В КОНР стали присылаться многочисленные личные и коллективные письма с предложениями поддержать освободительное движение. Многие люди просили об освобождении из лагерей и приеме в освободительную армию, жаловались на бесчеловечное отношение к ним со стороны немецких властей. Во многих письмах выражалась надежда на счастливое будущее. 17 декабря 1944 года прошло заседание КОНР, на котором был подчеркнут успех Пражского Манифеста: «Освободительное Движение приняло колоссальный размах. Стало ясно, что идея единения осознана всеми народами России, как единственное условие победы.» На основе пожертвований была создана Народная помощь, целью которой являлась помощь военнопленным. В 1944 году в берлинских лагерях прошла раздача рождественских подарков детям восточных рабочих. В этом мероприятии, организованным Народной помощью, приняли участие А. А. Власов, высший офицерский состав РОА и члены КОНР.
25 ноября 1944 года в Праге состоялось собрание станичных атаманов Объединения казаков в Германии и представителей казачества, организованное Е. И. Балабиным — сторонником идеи объединения белой эмиграции вокруг Власова. Тематикой собрания стало учреждение КОНР и его программа. Было принято решение приветствовать создание КОНР. Власову была отправлена записка, согласно которой казачество представлялось частью русского народа. В то же время, П. Н. Краснов, видный идеолог казачьего сепаратизма, заявил, что не принимает решения собрания, и обвинил Власова в намерении отдать Россию «во власть жидам».
Видя скорый крах нацистской Германии, Власов и его соратники пытались наладить связь с западными союзниками, используя в качестве аргументации своих целей Пражский манифест. 19 апреля было принято решение отправить парламентеров к американскому командованию. Они должны были добиться разговора с одним из высших представителей союзных войск и довести до его сведения содержание манифеста, убедить предоставить политическое убежище для участников Власовского движения. Никто поставленную задачу не выполнил. Американцы не принимали представителей КОНР, а в некоторых случаях интернировали их. Попытки связаться с союзниками предприняли военнослужащие
ВВС КОНР. Добравшись до штаба XII корпуса, парламентеры ознакомили американских офицеров со своими политическими задачами, на что они, недоумевая, предложили власовцам «переизбрать Сталина, если он такой нехороший президент».
После провозглашения Пражского манифеста, 18 ноября 1944 года была создана альтернативная КОНРу организация — Собрание народов, порабощенных Россией. В неё вошли представители народов, проживающих на территории СССР. В этот же день министр Розенберг получил коллективное письмо уполномоченных Идель-Урала, Кавказа, Крыма, Туркестана, Украины и Белоруссии. В нём было сказано, что их народы — жертвы русского империализма. Власов, будучи русским по национальности, не имеет права выступать глашатаем всех народов СССР. Стоит сказать, что в интервью немецкой газете «Völkischer Beobachter» Власов, ссылаясь на манифест, отметил: «Движение, возглавляемое КОНР, выражает в первую очередь национально-освободительные стремления. Оно направлено на защиту национальных прав всех народов, на сохранение их самобытности, на уничтожение губительного интернационализма. Манифест, подписанный в Праге, признает за каждым народом право на самостоятельное развитие и на государственную самостоятельность».
Своё негативное отношение к Пражскому манифесту выразил и Борис Алексеевич Смысловский — видный белоэмигрант, живший в Германии, командир 1-й Русской национальной армии, считавший, что «… с этим идти в Россию нельзя. Она сильно устала от всяких социалистических экспериментов, и что лучше всего вести исключительно военную акцию, не предрешая никаких политических вопросов и не навязывая народу приготовленных в эмиграции программ и форм».
Своё недовольство активной деятельностью КОНР выражал посол Японской империи в нацистской Германии генерал барон Хироси Осима, имевший большое влияние на Гитлера. Япония сохраняла нейтральные отношения с СССР и не была заинтересована в изменении ситуации, что могло бы произойти в случае свержения сталинского режима.

## После войны
Во второй половине 1940-х зародились первые «власовские» организации, и каждая из них трактовала Пражский манифест по-разному.
Союз Борьбы за Освобождение народов России (СБОНР) — организация, объединившая бо́льшую часть власовцев после войны, использовала манифест в качестве своей идеологической программы. Представители данной организации называли этот документ «нашей присягой и программой действия». В журнале «Борьба», издаваемый СБОНР, в статье «Пражский манифест и его ревизионисты», члены СБОНРа А. Балашов и С. Зарудный отмечали: «Всякому участнику РОД того времени совершенно ясно, что больше того, что было сказано в Манифесте, декларировать было нельзя».
Антикоммунистический Центр Освободительного Движения Народов России (АЦОДНР) в первые послевоенные годы пытался объединить в своём составе эмиграцию «второй волны». В Декларации АЦОДНР, принятой 22 августа 1948 года, отмечалось: «Являясь надпартийным политическим центром Освободительного Движения на его современном историческом этапе, АЦОДНР кладёт в основу всей своей деятельности 14 пунктов „Манифеста“ 1944 года, в которых Освободительное Движение с предельной ясностью сформулировало заветные чаяния Народов России. Рассматривая себя в качестве идейного наследника „власовского“ периода Освободительного Движения и прямого преемника КОНР, АЦОДНР торжественно обязуется хранить традиции Освободительного Движения во всей чистоте и неуклонно бороться за осуществление 14 пунктов „Манифеста“». Небольшая группа членов организации предложила выбрать «вождя», но АЦОДНР строился на демократических принципах и предложение было отвергнуто. Комитет Объединённых Власовцев (КОВ) был создан А. В. Туркулом и стремился представить «власовское» движение в качестве продолжения Белого дела, а Пражский манифест трактовался как ничего не определяющий документ. Прочие, менее авторитетные и малочисленные «власовские» организации, такие как: Союз Андреевского Флага (САФ), Российское Общенациональное Народно-Державное Движение (РОНДД) и Центральное объединение политических эмигрантов из СССР (ЦОПЭ), также использовали манифест в качестве основы своей деятельности.
На Западе манифест был практически неизвестен населению и только отдельные историки дали ему оценку. Так, английский историк Р. Конквест писал: «изданный им [Власовым] 14 ноября 1944 года политический „Манифест“ показывает, что он отнюдь не симпатизировал нацизму — его единственной целью была демократическая Россия», в то время как в трактовке советской историографии манифест представлял собой «отвратительный гибрид власовщины и белогвардейщины», «удивительную смесь национал-социализма… черносотенных лозунгов, близких по духу лозунгам недоброй памяти „Союза Михаила архангела“, и программы белоэмигрантского НТС», «гитлеровский документ», «гнусный документ».

## Комментарии
1. ↑  Позже, во время церемонии обнародования манифеста в Праге, Лампе представил Власову составленный им текст обращения к белым: «Офицеры и солдаты Белой армии, вас, много лет тому назад всей душой вложившихся в борьбу против большевиков, зовем мы в свои ряды. Пусть не будет ни белых, ни красных и в Россию вернутся только верные ей русские люди!». Обращение осталось так и не подписанным Власовым.
2. ↑  Открытая демонстрация и использование русского триколора ранее было отвергнуто и не поощрялось властями Третьего рейха.
3. ↑  СБОНР оказался самым долговечным объединением из среды «власовских» организаций. 28 мая 2000 г. он прекратил своё существование, и вместе с ним завершило свою историю Власовское движение.